# Фейзи Бойку
Фейзи Бойку (на албански: Fejzi Bojku; на македонска литературна норма: Фејзи Бојку) е детски писател от Северна Македония, от албански произход.

## Биография
Роден е през 1937 година в стружкото село Велеща, тогава в Кралство Югославия. Завършва Философския факултет на Скопския университет. Работи като редактор на вестника „Флака е влазеримит“. Член е на Дружеството на писателите на Македония от 1974 година.